# Huaquillas Montaña
Huaquillas Montaña es una localidad peruana ubicada en el distrito de El Carmen de la Frontera, perteneciente a la provincia de Huancabamba del departamento de Piura, al norte del Perú. 

## Ubicación
Huaquillas Montaña se ubica al noreste de la provincia de Huancabamba, en el distrito de El Carmen de la Frontera, en el departamento de Piura.

## Demografía
En 2017 Huaquillas Montaña tenía una población de 44 habitantes.